# UNIAN
L'UNIAN o Agència d'Informació Independent d'Ucraïna (ucraïnès: Українське Незалежне Інформаційне Агентство Новин, УНІАН; Ukraïnske Nezalejne Informatsiine Ahentstvo Novyn) és una agència de notícies ucraïnesa amb seu a Kíev. Va ser creada sobre la base de la delegació de la Agència de Prensa "Nóvosti" (APN) russa a Ucraïna. Produeix i subministra informació política, empresarial i financera, així com un popular servei d'informació fotogràfic.
Fundada el març de 1993, en l'actualitat l'UNIAN és utilitzada pels principals diaris, canals de televisió i emissores de ràdio com una de les seves principals fonts d'informació. L'UNIAN compta amb prop de 500 clients a tot arreu en el món dels mitjans de comunicació i el seu banc de fotos inclou més de 200.000 imatges.
L'agència gestiona un canal de televisió, UNIAN TV, que transmet notícies, programes d'anàlisi, documentals, esports i pel·lícules. Està disponible en xarxes de satèl·lit, cable i IPTV. Emet sense xifrar des del satèl·lit AMOS-2 (4,0 W), a 10722 horitzontal, 27500. UNIAN també hostatja la sala de premsa més popular del país, ocupada 5 hores al dia.
L'agència té un edifici propi, heretat de l'època soviètica, situat al carrer Khresxatik, el principal de la ciutat.